# Сонорская квакша
Сонорская квакша (лат. Dryophytes eximius) — вид земноводных из семейства квакш. В 2016 году вид был перенесён из рода Hyla в род Dryophytes.

## Описание
Общая длина достигает 1,9—5,6 см. Наблюдается половой диморфизм — самки крупнее самцов. Имеет заострённую голову, широкое туловище, от чего форма её тела выглядит грушевидной. Окраска сверху зелёная с тёмными пятнами, расположенными в два, иногда в четыре продольных ряда. Брюхо серовато-жёлтое, горло тёмное, часто чёрное.

## Образ жизни
Любит открытые, поросшие травой места, если там есть хотя бы маленькие лужицы. Особенно любит сильно заросшие водоёмы, в прибрежных частях которых, погрузившись в воду так, что видно только голову, лежат и кричат самцы. Встречается на высоте от 900 до 2900 метров над уровнем моря. Их голоса звучат со второй половины дня до глубокой ночи. Часто встречается на земле, а также на низкорослых растениях, небольших кустарниках. В безветренных уголках она греется на солнце, сидя на листьях агав и кукурузы.

## Размножение
В разгар размножения её икра встречается в каждой луже и даже в заполненных дождевой водой колеях мало проезжих дорог. Кладка содержит более 25 яиц, которые окружают стебли растений. Уже на 5-й день после откладывания икры появляются личинки.

## Распространение
Эндемик Мексики. Вид распространён в Западной Сьерра-Мадре и Поперечной Вулканической Сьерре.